# Reichsstadt Worms
Die Reichsstadt Worms war ein Territorium des Deutschen Reiches.

## Vorgeschichte

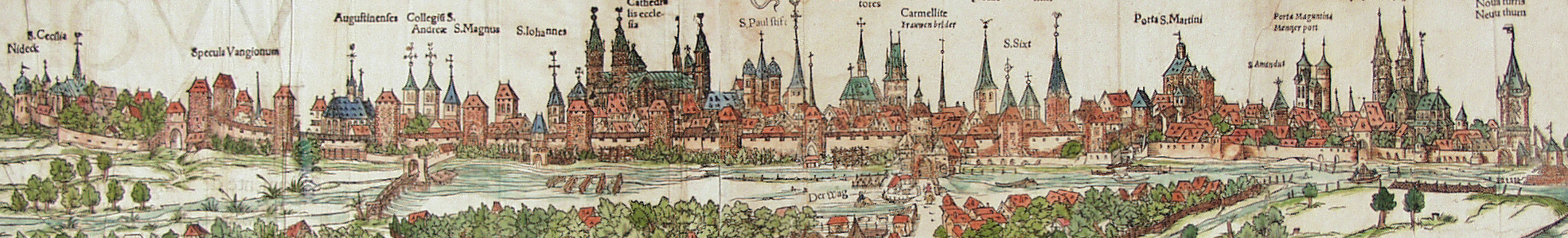
Die Rheinfront der Reichsstadt Worms um 1550 mit der Stadtmauer (Sebastian Münster)

Worms war in römischer Zeit eine Stadt. Auch nach dem Zerfall des Römischen Reichs bestand der Ort als Siedlung fort. Hier gab es ab spätestens dem 7. Jahrhundert einen Bischofssitz. 979 erhielt Bischof Hildebold von Kaiser Otto II. eine Reihe von Rechten abgetreten, die bisher Otto II. innegehabt hatte. Der Bischof wurde so zum Stadtherren.
Mit den Saliern begann der Aufstieg der Stadt zu ihrer größten Blüte. Im Winter 1073/74 blieb sie nach dem anfänglichen Desaster des Sachsenkriegs auf der Seite König Heinrich IV., vertrieb den Bischof von Worms, Adalbert II., der auf der Seite der Gegner des Königs stand aus seinem Bischofssitz und gewährte dem König den Schutz ihrer Mauern, unterstützte ihn in seinem weiteren Vorgehen. Dafür erteilte ihr der König am 18. Januar 1074 Zollfreiheit für eine Reihe von Orten im Reich, die erste Königsurkunde, die sich an die Bürger einer Stadt richtete. 
Dies führte in den kommenden Jahrhunderten im Bereich der Stadt zu einer politischen Konstellation in der die wichtigsten Handelnden die Bürgerschaft, der Bischof, der deutsche König und – in späteren Jahrhunderten – die benachbarte Territorialmacht Kurpfalz waren. Die Bürger verfestigten im Laufe des 12. Jahrhunderts die innere Struktur der Stadt und ab dem 13. Jahrhundert erscheint in den Urkunden ein Stadtrat.

## Entstehung

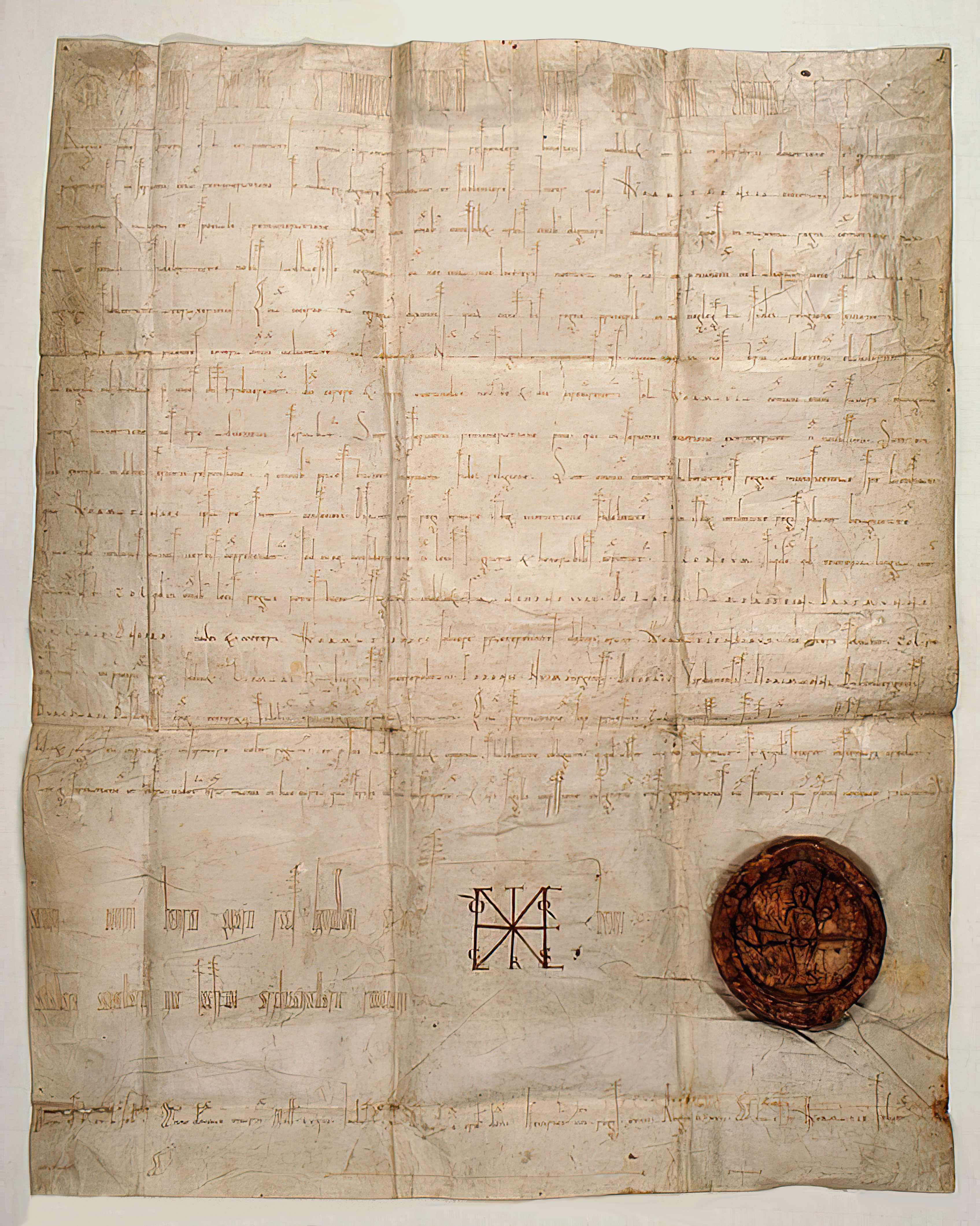
Urkunde von 1074 für Worms

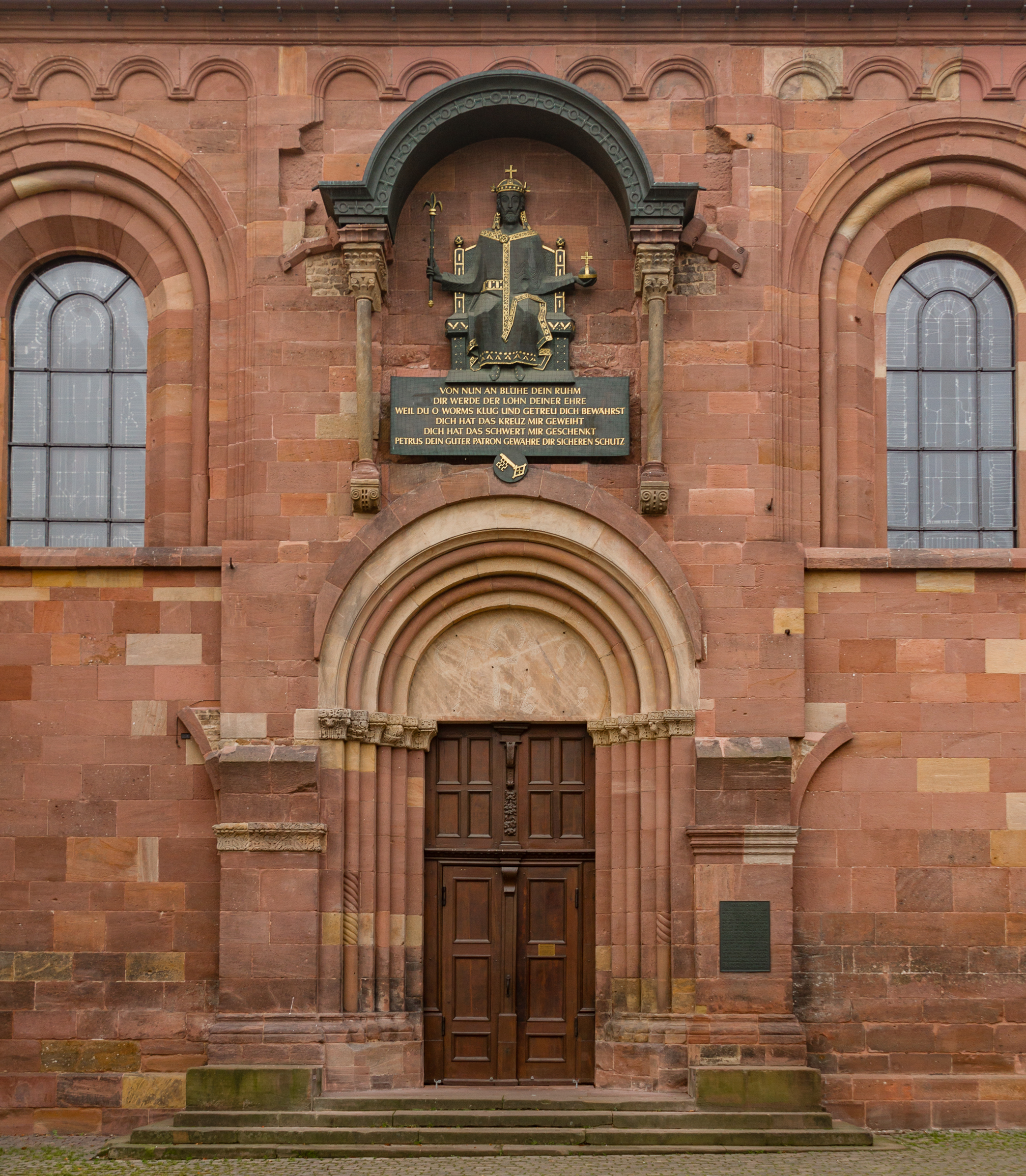
Moderne Fassung von 1981 einer verlorengegangenen Gedenkinschrift zur Urkunde von 1184 am Nordportal des Wormser Domes

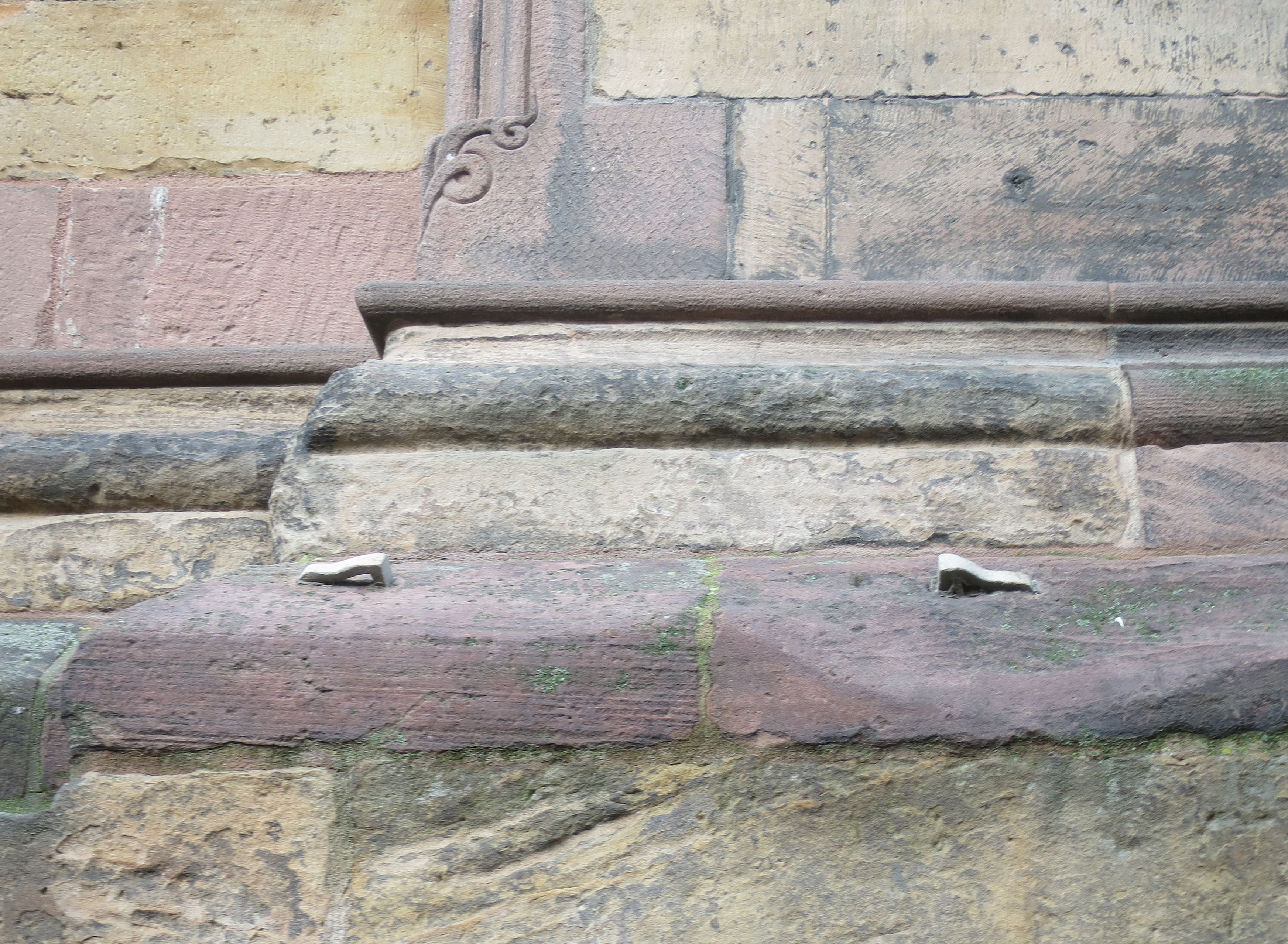
Wormser Elle am Ostchor des Doms

Der Status „Reichsstadt“ beruht nicht auf einem einzelnen, datierbaren Rechtsakt, sondern auf einer langen Entwicklung. Nach der Urkunde von 1074 folgten unter Kaiser Heinrich V. 1112 und 1114 weitere Privilegien. Die entsprechenden Urkunden sind allerdings zugunsten der Stadt Worms verfälscht worden und der Umfang der tatsächlich zugestandenen Privilegien ist nicht ganz klar. Kaiser Friedrich I. bestätigte 1184 der Stadt die Privilegien und erweiterte sie noch. Ende des 12. Jahrhunderts wird auch die Beteiligung von Bürgern an der Stadtregierung greifbar. 1232 scheitert der Versuch der Bürger, sich deutlich von der Herrschaft des Bischofs zu lösen. 1233 kam es daraufhin zu einer „Rachtung“ zwischen Bischof und den Bürgern, in der unter anderem das Verfahren zur Wahl des Stadtrates festgelegt wird, bei dem der Bischof erheblichen Einfluss ausübt. Mit wechselndem Erfolg kämpfte die Stadt weiter um Emanzipation von der bischöflichen Stadtherrschaft, in langfristiger Tendenz erfolgreich.

## Freie Stadt
Am Ende des 15. Jahrhunderts versuchte Bischof Johann von Dalberg noch einmal, die Stadtherrschaft wieder an den Bischof zu bringen. Das misslang. 1489 entschied Kaiser Friedrich III., dass die Stadt zu einem Huldigungseid gegenüber dem Bischof nicht (mehr) verpflichtet sei. 1494 huldigte die Stadt Worms König Maximilian I. Spätestens zu diesem Zeitpunkt war Worms Freie Reichsstadt.
Im Reichsstädtekollegium des Reichstages des Heiligen Römischen Reiches hatte die Stadt Worms einen Sitz in der „Rheinischen Bank“.
Nach der Reformation wurde die Stadt mehrheitlich lutherisch. Der Stadtrat hatte das landesherrliche Kirchenregiment inne. Die Zugehörigkeit zur Lutherischen Kirche war Voraussetzung für eine Mitgliedschaft im Stadtrat, auch wenn es weiterhin – bedingt durch den Bischofssitz und die zahlreichen Klöster und Stifte – eine römisch-katholische Minderheit gab.

## Ende
Die Besetzung des linksrheinischen Gebiets im Zuge des Ersten Koalitionskriegs 1793 und der Frieden von Campo Formio 1797 beendeten faktisch den Status einer Freien Reichsstadt für Worms. De jure wurde das mit dem Frieden von Lunéville 1801 vollzogen. Worms wurde eine Gemeinde im Département du Mont-Tonnerre (Département Donnersberg) in Frankreich.